# Rudi Stohl
Rudolf „Rudi“ Stohl (* 21. April 1947 in Wien) ist ein österreichischer Rallyefahrer.
Obwohl er nur einmal als Werksfahrer von Audi unterwegs war, kann Stohl einige Podiumsplatzierungen bei Rallye-WM-Läufen aufweisen. Bis 2002 nahm er oft an der Safari Rallye sowie an der Rallye Hongkong-Peking (Ausfall) und an der China-Rallye teil. Damit ist er ein bekannter österreichischer Rallye-Fahrer.

## Motorsport

### Start
Nach dem Schulabschluss machte Stohl eine Lehre als Kfz-Mechaniker, die er mit der Gesellenprüfung abschloss und später mit der Ausbildung zum Kfz-Meister ergänzte.
Erst als Rudi Stohl für einen Kunden seines Arbeitgebers Austro-Fiat ein Auto zu einem Rallye-Wagen umrüstete, wurde er mit dem Motorsport-Virus „infiziert“.
Mit einem havarierten Moskwitsch, den er kostengünstig erstehen konnte und zu einem Rallye-Wagen umbaute, wagte Rudi Stohl 1969 seine ersten Versuche im Rallye-Sport. Nachdem er schon bald erkennen musste, dass mit diesem Wagen keine Erfolge einzufahren waren, versuchte er sich in der Folge nicht nur selbst als Fahrer, sondern auch als Beifahrer auf Puch, Fiat oder Porsche. Seine eigenen Einsätze waren oft von wilden Überschlägen und Ausritten gekennzeichnet, die er aber alle nahezu unverletzt überstand.
Im Jahr 1972 wagte er mit seinem ersten WM-Einsatz bei der Akropolis-Rallye einen Neuanfang. Bereits hier musste Stohl erkennen, dass er ohne wesentliche finanzielle Unterstützung durch potente Sponsoren auf verlorenem Posten stand.

### Neuanfang bei Extrem-Rallyes
Rudi Stohl wechselte dann zu Extrem-Rallyes, da er hier größere Chancen sah. Dies führte allerdings dazu, dass Rudi Stohl und seine jeweiligen Beifahrer aufgrund des stets kargen Budgets oft zwei Funktionen gleichzeitig hatten: die des Fahrers und die des Mechanikers.
Dennoch durfte sich Rudi Stohl über erste Erfolge freuen. 1980 konnte Stohl im Alter von 33 Jahren bei der ersten Himalaya-Rallye den beachtlichen fünften Platz heimfahren. 1982 konnte er diesen Erfolg mit dem zweiten Gesamtrang bei der Himalaya-Rallye noch übertreffen (Beifahrer Reinhard Kaufmann). Zeitweise lag er sogar in Führung, musste allerdings den Kenianer Shaw, der mit einem Werksauto von Datsun unterwegs war, passieren lassen. 1982 waren Rudi Stohl und sein Beifahrer Reinhard Kaufmann die ersten Österreicher, die das Ziel der Safari Rallye in Kenia erreichten (Platz 12 im Gesamtklassement). Anfang der 1980er Jahre war Gabi Husar seine Copliotin, die später als erste Frau einen österreichischen Meisterschaftslauf gewinnen konnte.
Mit Peter Klein vom ORF fand er einen einflussreichen Freund, der das Kunstwort „Privatfahrer“ erfand, da es im Rallyesport nur die Begriffe Bewerber, erster Fahrer und zweiter Fahrer (Copilot oder Navigator) gibt.
Der erste ganz große Erfolg gelang Rudi Stohl 1983 mit seinem renommierten Team-Partner Franz Wurz. Mit einem Audi 80 gewannen die beiden die Gruppe „A“ der Argentinien-Rallye. Dies war umso beachtenswerter, da dies der erste Gruppe-A-Sieg eines Audi 80 bei einem WM-Lauf war. Im Gesamtklassement bedeutete dies immerhin den 6. Platz.
Ab 1985 war Rudi Stohl ausschließlich in verschiedensten Audi-Modellen auf den Rallyepisten unterwegs. Bei der 34. Safari Rallye vom 29. März bis 2. April 1986 startete Stohl erstmals als Werksfahrer von Audi Sport, fiel allerdings nach Motorschaden aus.
Ein weiterer herausragender Erfolg gelang Rudi Stohl 1990 mit dem zweiten Platz beim Rallye-WM-Lauf der Elfenbeinküste. In den darauffolgenden Jahren von 1991 bis 1997 konnte er bei zahlreichen Rallyes punkten: Rallye-WM-Lauf der Elfenbeinküste (dritter Platz 1991), Rallye-WM-Lauf Argentinien (fünfter Rang), bei der Akropolis-Rallye (Rallye-WM-Lauf in Griechenland, 1995 zweiter Rang) und China-Rallye (vierter Rang, 1997).

### Hall Of Fame
Als größte Meilensteine der Karriere von Rudi Stohl sind der Vize-Weltmeistertitel 1986 der Gruppe „A“ und die Auszeichnung zum „Österreichischen Automobilsportler des Jahres 1986“ zu nennen.
Um den wirklich großen internationalen Durchbruch zu schaffen, fehlte Stohl ein Platz in einem Werksteam. Im Vergleich verbraucht ein Werksteam bei einer einzigen Rallye bereits mehr als das doppelte Jahresbudget eines normalen Fahrers. Darüber hinaus werden ausschließlich die Werksteams mit den besten Teilen für die Rennautos ausgestattet.

## Privates
Rudi Stohl war verheiratet und hat mit seiner damaligen Frau Elfriede den gemeinsamen Sohn Manfred, der 1990 in den Rennsport einstieg und ebenfalls ein erfolgreicher Rallye-Fahrer ist.

## Erfolge
| 1973: | Akropolis-Rallye           | Ausfall                         | als Copilot von Reinhard Kaufmann auf Toyota 1000 |
| 1980: | Himalaya-Rallye            | 5. Platz                        |                                                   |
| 1982: | Safari-Rallye              | 12. Platz                       | mit Copilot Reinhard Kaufmann                     |
| 1982: | Himalaya-Rallye            | 2. Platz                        | mit Copilot Reinhard Kaufmann                     |
| 1983: | Argentinien-Rallye         | 6. Platz                        | mit Franz Wurz – 2 Fahrer                         |
| 1986: | Rallye Monte Carlo         |                                 | mit Copilot Peter Seisenbacher                    |
|       | Akropolis-Rallye           | 6. Platz                        | mit Copilot Reinhard Kaufmann                     |
|       | Argentinien-Rallye         | 6. Platz                        | mit Copilot Reinhard Kaufmann                     |
|       | Rallye Elfenbeinküste      | 7. Platz                        | mit Copilot Reinhard Kaufmann                     |
|       | →                          | Vize-Weltmeister in der Gr. „A“ | „OSK-Motorsportler des Jahres“                    |
| 1987: | Portugal-Rallye            | 7. Platz                        | mit Copilot Ernst Rohringer                       |
|       | Safari-Rallye              | 7. Platz                        | mit Copilot Jürgen Bertl                          |
|       | Akropolis-Rallye           | 9. Platz                        |                                                   |
| 1988: | Safari-Rallye              | 8. Platz                        | mit Copilot Reinhard Kaufmann                     |
|       | Akropolis-Rallye           | 5. Platz                        | mit Copilot Ernst Rohringer                       |
|       | Argentinien-Rallye         | 4. Platz                        | mit Copilot Ernst Rohringer                       |
| 1989: | Akropolis-Rallye           | 6. Platz                        | mit Copilot Ernst Rohringer                       |
| 1990: | Safari-Rallye              | 7. Platz                        | mit Copilot Reinhard Kaufmann                     |
|       | Argentinien-Rallye         | 4. Platz                        | mit Copilot Reinhard Kaufmann                     |
|       | Rallye Elfenbeinküste      | 2. Platz                        | mit Copilot Ernst Rohringer                       |
| 1991: | Expo-Rallye (Ungarn)       | 5. Platz                        | mit Copilot Reinhard Kaufmann                     |
|       | Rallye-Sprint (Österreich) | 3. Platz                        |                                                   |
|       | Rallye Elfenbeinküste      | 3. Platz                        | mit Copilot Reinhard Kaufmann                     |
| 1992: | Argentinien-Rallye         | 5. Platz                        |                                                   |
| 1993: | Safari-Rallye              | 8. Platz                        | mit Copilot Jürgen Bertl                          |
|       | Argentinien-Rallye         | 7. Platz                        |                                                   |
| 1994: | Safari-Rallye              | 6. Platz                        | mit Copilot Jürgen Bertl                          |
|       | Argentinien-Rallye         | 7. Platz                        |                                                   |
| 1995: | Safari-Rallye              | 9. Platz                        |                                                   |
|       | Akropolis-Rallye           | 2. Platz                        |                                                   |
| 1997: | China-Rallye               | 4. Platz                        | mit Copilot Jürgen Bertl                          |
|       | Safari-Rallye              | 8. Platz                        | mit Copilot Jürgen Bertl                          |
| 2001: | Safari-Rallye              | 4. Rang in Gruppe „N“           |                                                   |
| 2002: | Safari-Rallye              | 2. Rang in Gruppe „N“           |                                                   |